# Mbaipy

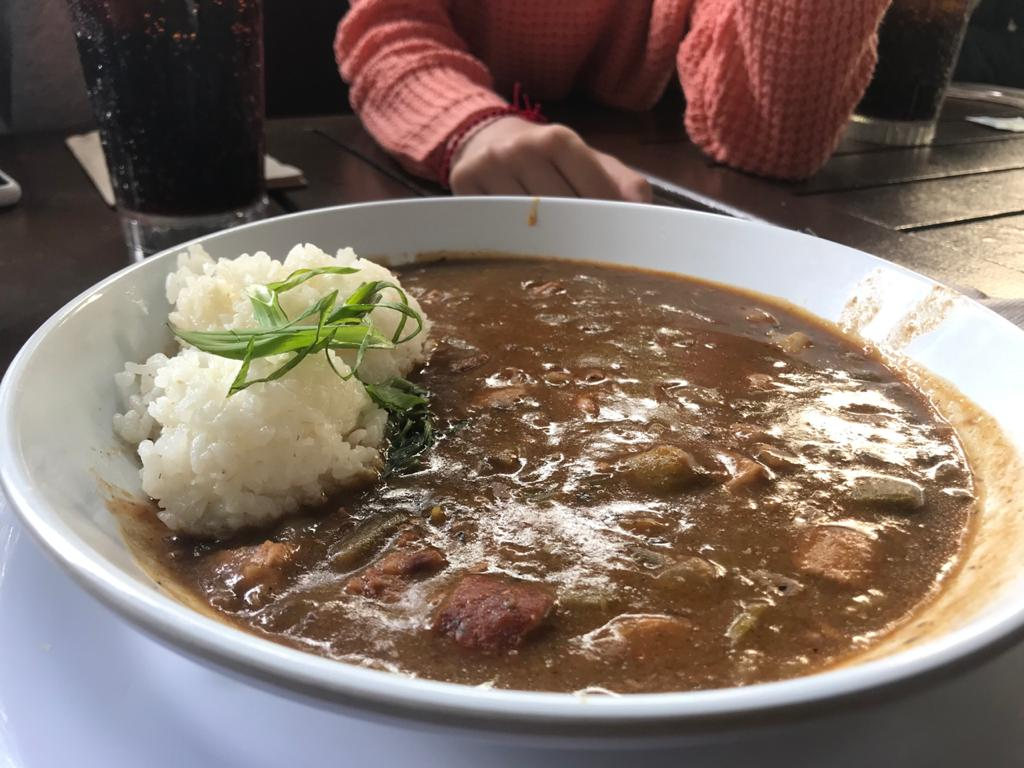
Mbaipy de chorizo con arroz blanco.

El mbaipy (en guaraní moderno, pronunciado mbaipɨ), herencia de la unión de las gastronomías cario-español,  que ocurrió con la fundación de Asunción, que lo convierte en un plato originario y tradicional de la gastronomía de Paraguay, también es consumido en el nordeste argentino. Esta comida presenta cierta similitud a la polenta, aunque los orígenes de ambas comidas son distintos. Además, el mbaipy es anterior a la polenta, ya que el maíz es un vegetal nativo de América, y los nativos ya preparaban comida a base de harina de maíz antes de la llegada de los primeros colonizadores a América.
Más allá de que el mbaipy sea más común prepararlo con harina de maíz amarillo de molienda fina, presenta algunas variantes según el tipo de harina (maíz amarillo, maíz blanco o fariña/harina de mandioca), mientras que la polenta siempre está hecha a base de harina desalmidonada de maíz amarillo, de molienda gruesa. Por todo esto, el mbaipy y la polenta no presentan conexión histórica alguna, y su preparación y sabor es diferente.
Debido a que el maíz, mandioca, batata, etc. era base en la alimentación de los guaraníes, el mbaipy era de consumo común desde antes de la llegada de los españoles, aunque con menos ingredientes que el preparado actualmente. Con el correr del tiempo, este plato quedó en la gastronomía de la zona que antiguamente era habitada por distintas parcialidades debido a que la versión primitiva y contemporánea de este alimento no precisa de huevos, leche, queso y grasa vacuna, a diferencia de otras comidas criollas de origen mestizo.

## Características
La base del mbaipy es harina de maíz amarillo, aunque existen algunas variantes; una de ellas, es la preparada a base de harina de mandioca/tapioca/fariña, que no es lo mismo que la fécula/almidón de mandioca usado para hacer la chipa y el mbeyú. Otra variante está hecha a base de harina de maíz blanco, y otra preparada con harina de trigo (muy común en el sur de Corrientes). A estos se le suele añadir algunos vegetales como la cebolla, queso, y alguna carne que puede ser: pollo, charqui o chorizo colorado  que es similar a la butifarra. En las zonas rurales se suele hacer con pollo o con charqui, mientras que en las zonas urbanas es más común hacerlo con chorizo colorado.

## Historia y origen
Existe la idea equivocada de nombrar a la gastronomía paraguaya como "gastronomía guaraní". La gastronomía paraguaya nace de la fusión de la culinaria española y la cocina cario-guaraní, que se desarrolló por influencias de los padres franciscanos, los españoles y los criollos asuncenos, el cual tuvo lugar en Asunción y sus alrededores. Pueblos como Tobatí, Atyrá, Altos, Areguá, Ypané, Guarambaré, Itá y Yaguarón son ejemplos vivos de cómo la cultura paraguaya se desarrolló fuera y lejos de la influencia mercantil de los jesuitas. Cuando los jesuitas fueron expulsados en 1767, los nativos volvieron a su hábitat natural (la selva misionera) mas no fueron a Asunción y su zona de influencia para educar o enseñar, prueba de ello es la extinción de la cerámica jesuita y no así la franciscana que sigue viva en Itá, Areguá y Tobatí.
La cocina base de los cario-guaraníes consistía en la caza, la pesca, sus cultivos de granos, sus técnicas y métodos de cocción así como los utensilios que elaboraban. Los primeros antecedentes del sincretismo cario-guaraní español tuvieron lugar en la época de la fundación de Asunción y alrededores, donde posteriormente se fundaron las reducciones franciscanas de Altos, Atyrá, Guarambaré, Itá, etc. En la Gobernación del Paraguay se circunscribía una jurisdicción católica llamada «Provincia Paraguaria». Esta provincia, entonces dependiente del Virreinato del Perú, abarcaba las regiones de Paraguay, Argentina, Uruguay y partes de Bolivia, Brasil y Chile (entre 1604 y 1617). Desde 1617, la Provincia Paraguaria fue desmembrada a la Gobernación del Río de la Plata y la Gobernación del Paraguay, quedando así bajo la jurisdicción de esta última. Posteriormente esta región pasó a pertenecer al efímero Virreinato del Río de la Plata (1776-1810). La cultura desarrollada en el Gran Paraguay fue muy fuerte, ya que los guaraníes fueron usados por los conquistadores y los evangelizadores como intermediarios con otros pueblos amerindios. Por estos motivos, la cultura paraguaya que caracteriza a Asunción se conservó fuerte en esta zona, y a su vez se extendió hacia zonas donde más tarde se introdujo el ganado vacuno, con la fundación de Corrientes en 1588, la ciudad más antigua del NEA.
En las bitácoras (de viajeros como el alemán Ulrico Schmidl) y en los registros históricos de la época virreinal aparece en varios párrafos que los carios guaraníes (tribu que habitaba la zona de Asunción) preparaban tortas y panes a base de mandioca, maíz y choclo dulce mezclados con grasa animal, conocidos como "mbuyapé" ("pan" en guaraní). La alimentación cario-guaraní fue complementada con alimentos criollos que aportaron consigo los españoles desde el Viejo Continente. Esto se debió a la introducción del ganado vacuno en 1556, y a partir de estos se obtenían «nuevos» alimentos tales como: carne de res y oveja, leche, huevos, quesos, etc. De esta manera, las comidas con ingredientes de la base gastronómica cario-guaraní (maíz, mandioca, zapallo, batata, etc.) se entremezclaron con ingredientes traídos por los españoles (carne, leche, quesos, huevos, etc.). Dicha unión dio lugar a comidas que se han consumido desde esa época virreinal hasta la actualidad. Fue en este contexto donde se originó la receta de los platos típicos paraguayos que tienen como ingredientes base la mandioca, maíz, queso, leche y carne vacuna.